# Een tijd voor empathie
Een tijd voor empathie. Wat de natuur ons leert over een betere samenleving is een boek van de bioloog Frans de Waal. Het is origineel in 2009 in het Engels geschreven onder de titel: The Age of Empathy: Nature's Lessons for a Kinder Society.  De Nederlandse vertaling uit hetzelfde jaar is van Guus Houtzager.
Empathie is het vermogen om de emoties van anderen mee te voelen en zich in hun situatie te plaatsen.  De evolutietheorie wordt vaak verengd tot de survival of the fittest. Frans de Waal daarentegen meent dat empathie en sociaal gedrag vroege verworvenheden in onze evolutie zijn.  Onze overleving berust dus meer op samenwerking dan op concurrentie en strijd. Daarom zet De Waal zich af tegen theorieën als het sociaal darwinisme of het behaviorisme.  Hobbes' filosofie van de oorlog van allen tegen allen die stelt dat in de natuurtoestand de mens een wolf is voor zijn medemens noemt De Waal een aanvechtbare verklaring over onze soort die is gebaseerd op onjuiste aannames over een andere soort.  Want dat is dan het volgende punt : ook dieren kennen empathie.  Dat moet ook wel.  Als empathie zich vroeg in de evolutie in lichaam en geest van de mens heeft genesteld, dan zou het verbazing wekken als andere soorten die ontwikkeling geheel niet kenden. Uit eigen observaties en observaties van anderen leert De Waal dat andere primaten, olifanten en dolfijnen ook empathie kennen.  Begrip voor anderen is een kwestie van gradatie, een eigenschap die nog bij meer soorten voorkomt.
Vervolgens beschrijft De Waal het menselijke gevoel voor eerlijkheid, ontstaan tijdens een lange geschiedenis van egalitarisme.  Ook bij apen is vastgesteld dat ze erg gevoelig kunnen zijn voor onbillijkheden.  Als er een kenmerk is dat De Waal uitsluitend aan de menselijke soort toedicht, is het wel onze uitgesproken subversieve inslag, die ervoor zorgt dat we, hoezeer we ook tegen machthebbers opkijken, hen altijd graag een toontje lager zien zingen.
De oud-Chinese wijsgeer Mencius ging al uit van de goedheid van de menselijke natuur. Wij zijn dus niet de rationele winstmaximaliseerders, die we volgens economen zouden zijn. Een samenleving die louter op egoïstische motieven en de krachten van de markt stoelt, kan misschien rijkdom voortbrengen, maar niet de eenheid en het vertrouwen die het leven de moeite waard maken.  Het kan onze samenleving alleen maar ten goede komen als we het aangeboren vermogen dat empathie heet, aanspreken.